# Lobostemon trigonus
Lobostemon trigonus är en strävbladig växtart som först beskrevs av Carl Peter Thunberg, och fick sitt nu gällande namn av Buek. Lobostemon trigonus ingår i släktet Lobostemon och familjen strävbladiga växter. Inga underarter finns listade i Catalogue of Life.